# Burma japán megszállása
A második világháború délkelet-ázsiai hadszínterén a burmai hadjárat Burma Japán általi elfoglalásával vette kezdetét 1942 januárjában. A japán hadsereg (sziámi csapatokkal támogatva) bevonult a Brit Birodalomhoz tartozó Burmába és 1942 májusára elfoglalta az országot.

## A háború előtti helyzet

### Burma a második világháború előtt
A második világháború kitörése előtt Burma a Brit Birodalom része volt a 19. század óta. Kezdetben Brit India része volt, majd 1935-ben részben függetlenedett Indiától, önálló gyarmat lett. Burmának a rizsen kívül viszonylag kevés természetes erőforrása és csekély stratégiai jelentősége volt. A brit uralom alatt jelentős gazdasági növekedés történt az ország gazdaságában, ám a burmaiak többségében növekedett az ellenállás a britekkel szemben. Ennek fő okai között említhető az indiaiak tömeges bevándorlása Burmába, akiknek az újonnan kiépült ipari vidékeken biztosították a munkaerőt, kizárva a helyieket a munkásság soraiból. Vidéken a tradicionális mezőgazdaság válságba került, exportra termelő ültetvények jöttek létre, többnyire brit vagy indiai nagybirtokosok vezetésével. A hagyományos burmai társadalom megrendült. Az 1930-as, 40-es évekre a függetlenségi mozgalom erősödött az országban, és amikor Burmát japán támadás érte, a helyiek nem voltak hajlandók megvédeni a brit érdekeltségeket, a társadalom többsége a japánok oldalára állt.
A második világháború előtt katonai szempontból Burma jelentéktelen terület volt, leginkább az ország repülőterei voltak fontosak, amelyek összekötő kapcsot jelentettek India és Szingapúr illetve Malajzia között. A britek 1941-ig nem számoltak japán fenyegetéssel a térségben. Dél-Indokína 1941 júliusi japán megszállása azonban valós külső veszélyt jelentett Burma számára.
Thomas Huttonnak, a Burmai Hadsereg parancsnokának irányítása alatt mindössze két hadosztály állt a rendelkezésére, a 17. indiai hadosztály és az 1. burmai hadosztály Rangoonban. Emellett a britek japán támadás esetén számolhattak még kínai nemzeti erők támogatásával. A két hadosztálynak és a segítséget küldő kínai hadseregnek kellett volna garantálni Burma területi épségét, ami lehetetlen volt A burmai egységek kiképzetlenek és megfelelő felszerelés híján voltak a háború kitörése idején.

### Japán tervek
Japán második világháborúba való belépését leginkább Japán gazdasági életterének kiterjesztése motiválta, illetve egy ázsiai nagyhatalom megteremtése. Délkelet-Ázsia elfoglalása gyorsan befejeződött, tekintve, hogy a világháború alatt meggyöngült államok (elsősorban Hollandia) nem volt képes ellenállást kifejteni a gyarmatain. Burma elfoglalását részben a nyersanyagforrások (olaj, rizs, ásványok), de leginkább az motiválta, hogy biztosítsák Malajzia és Szingapúr biztonságos elfoglalását, létrehozzanak egy ütközőzónát India és Malajzia között.
További oka volt a támadásnak, hogy ezáltal el tudták vágni a kínai nemzeti erőket a külvilágtól, a Lashio és Rangoon közötti fő közlekedési útvonal elfoglalásával. A vasútvonal 1938-ban készült el és jelentős katonai utánpótlást szállítottak rajta a Csang Kaj-sek által irányított kínai nemzeti erőknek.

## Japán sikerek

### A Kra-földnyelv elfoglalása
A japán 15. hadsereg Shorijo Joda vezérezredes vezetésével 1941. december 8-án támadást intézett Burma ellen, és elfoglalta a Prachaup és Nakhon közötti Kra-földnyelvet. A Victoria Point repülőteret december 16-án foglalták el, amikor is a 15. hadsereg megkezdte a komolyabb hadműveleteket. Bevették Tavoy és Mergui reptereit is, ahonnan japán vadászgépek először tudták támogatni a Dél-Burma elleni bombatámadásokat. Január végére Rangoon kikötője már nem fogadott hajókat. A Burma elleni támadásba bekapcsolódtak sziámi csapatok is, mivel Sziám és Japán 1941. december 21-én barátsági szerződést kötöttek egymással.

### Moulmein elfoglalása

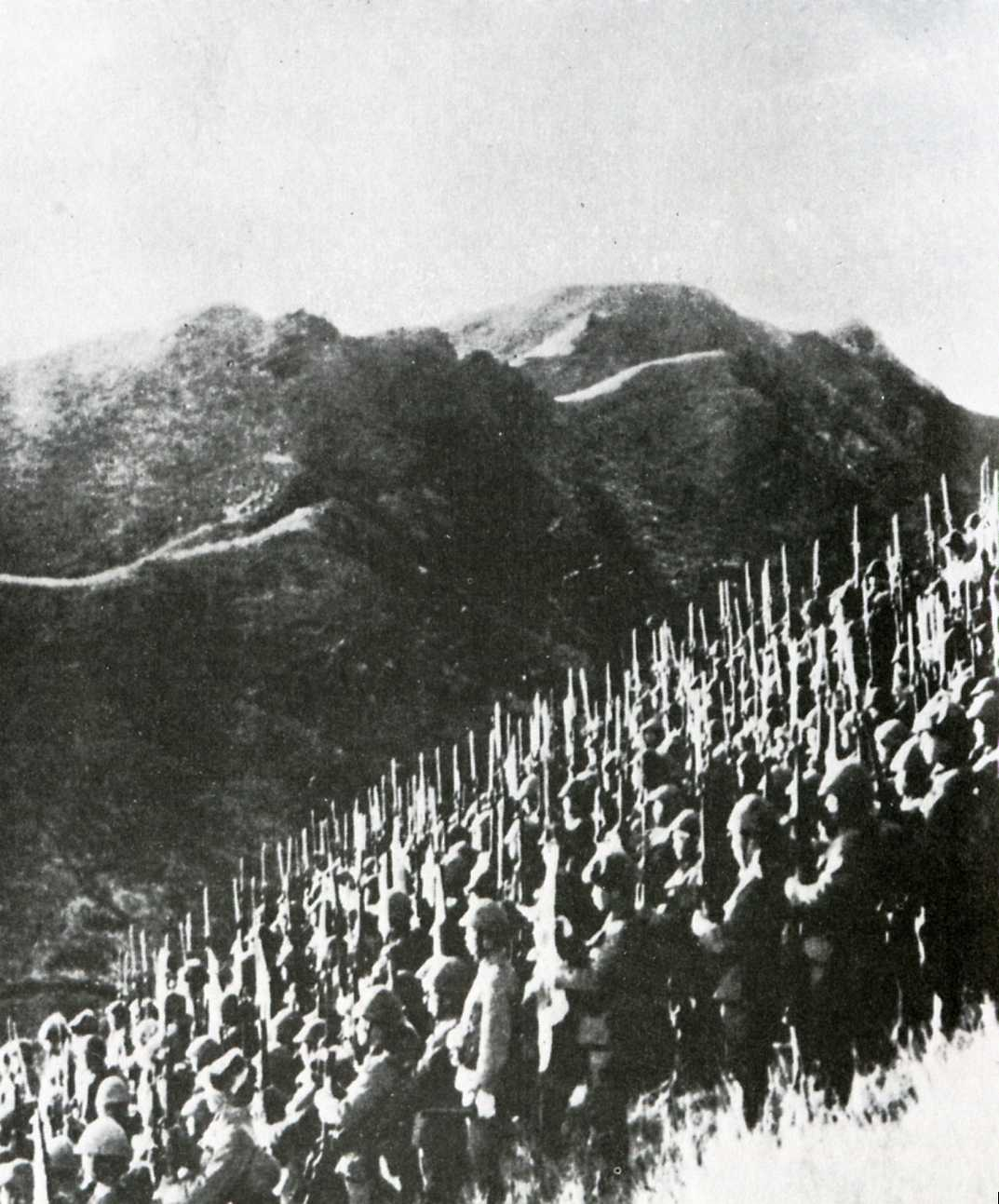
A 15. japán hadsereg bevonul Burmába.

A japán főcsapást a Raheng-Moulmein-vasútvonal mentén hajtották végre. A 15. hadsereg két, félig feltöltött hadosztálynyi erővel rendelkezett (33. japán hadosztály, 55. japán hadosztály), amikor január 20-án átlépte a határt. A japánok létszámfölényben voltak a Tenasszerim és a San államok között megoszló és a Burma Szalventől keletre eső részének védelmére rendelt erőkkel szemben. A japánok január 22-én érték el Kawkareiket, itt a 33. hadosztály északra vonult tovább Kunzeik irányába, az 55. hadosztály pedig folytatta az előrenyomulást Moulmein felé, a Salween folyó torkolatához. Moulmeint a 2. burmai dandár nem tudta megvédeni, a város földrajzi helyzete és a Salween folyó lehetetlenné tette a hatékony védekezés megszervezését, így január 31-én evakuálták a várost, a 2. burmai dandár kompokon vagy úszva vonult vissza a Salween folyó északi partjára. Jelentős hadianyagot hagytak a városban.

### A Sittang-folyónál
Moulmein eleste után a 17. indiai hadosztály észak felé vonult vissza. Megpróbálták megállítani a Bilin folyónál a két japán hadosztályt, ám a létszámkülönbség miatt ez lehetetlen volt. A japánok február 17-én foglalták el Bilint és átkeltek a folyón. Az indiai hadosztály rendezetlenül vonult vissza a Sittang folyó hídjához. A Sittanghoz való visszavonulás kezdetekor a japánok közelebb voltak a folyóhoz, mint a britek, így a britek attól való félelmükben, hogy a híd japán kézre kerül, Jackie Smyth hadosztályparancsnok utasítására február 22-én a hidat felrobbantották. Ám a 17. indiai hadosztály legnagyobb része ekkor még a folyó túloldalán vesztegelt. Sok ember úszva próbált menekülni az előrenyomuló japán erők elől. A 17. hadosztály a Sittang folyónál február 21-22. között megsemmisült, Rangoon eleste ezzel elkerülhetetlenné vált.

### Rangoon elfoglalása

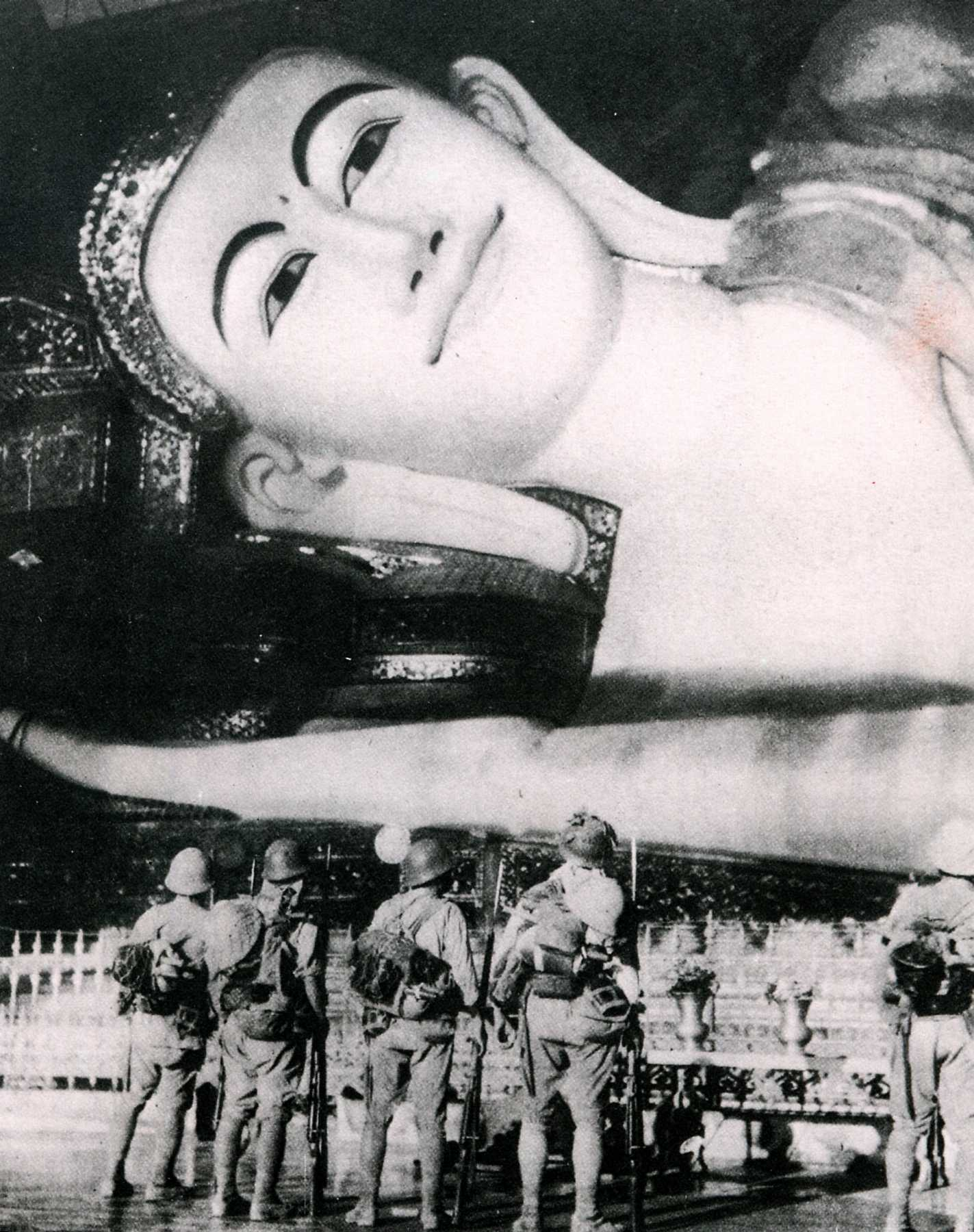
Japánok Peguban, a fekvő Buddha szobornál

Habár a Sittang folyó jól védhető stratégiai hely volt, a 17. indiai hadosztály megsemmisülése és a Burmában állomásozó szövetséges erők meggyengülése után, nem volt lehetőség a túlerőben lévő japán haderő ellen a hatékony védekezésre a folyóvölgyben. A megmaradt szövetséges csapatok Rangoonba vonultak vissza. Számos burmai katona dezertált. Annak ellenére, hogy a város eleste előtti hat hétben négy dandár érkezett Rangoonba, a 17. hadosztály pusztulása halálra ítélte a fővárost és ezzel szertefoszlottak a Burma megtartásába vetett brit remények. A japánok március 1-jén átkeltek a Sittang folyón, megkerülték Pegut és északnyugatról törtek be a fővárosba (március 8.), ami lehetővé tette a védők számára, hogy a japán csapatok mögé meneküljenek. Rangoon evakuálása már március 7-én megtörtént, a britek a felperzselt föld taktikáját valósították meg: a kikötőt elpusztították, az olajtartályokat felgyújtották és a várost felgyújtották. Március 19-ére Alsó-Burma japán kézre került.

### Japán előrenyomulás észak felé
Rangoon eleste után a szövetségesek Felső-Burmába vonultak vissza. Abban reménykedtek, hogy az 5., 6. és 66. kínai expedíciós hadtestekkel egyesülve feltartóztathatják a japánokat és megtarthatják Észak-Burmát. A britek Rangoon evakuálásakor nagy mennyiségű hadianyagot, rizst vittek magukkal, a Közép-Burmában lévő olajmezők többsége nem szenvedett japán légitámadást, így hadianyagban megfelelő készletek álltak a szövetségesek rendelkezésére. A britek abban reménykedtek, hogy a japán csapatok lassan fognak tudni előrevonulni, ehelyett a japán hadosztályok gyorsan vonultak előre, köszönhetően a zsákmányolt brit teherautóknak és más közlekedési eszközöknek. A burmai függetlenségi hadsereg egyre növekedett, és állandó fenyegetést jelentett a britek számára.

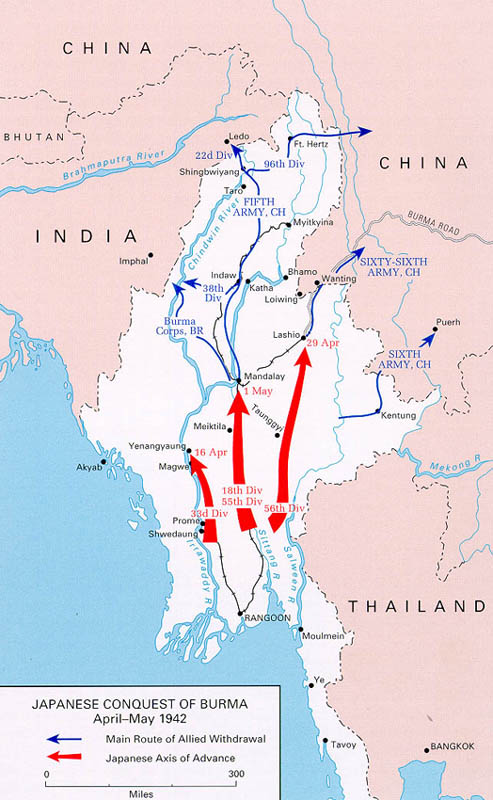
Japán előrenyomulás

Az eredeti japán elgondolás az volt, hogy Rangoon elfoglalása után Közép-Burma felé vonulnak, és a többi délkelet-ázsiai hadjárat befejeztével a Rangoon elfoglalását követő hét hétben három hadosztálynyi erőt (18. japán hadosztály, 56. japán hadosztály, 213. ezred) dobnak át tengeren Burmába.
A 15. hadsereg az Irrawaddy-Sittang-völgyben állomásozó kínai csapatok (legfeljebb egy hadosztálynyi, szétszórt és a Sittang-völgyben folyamatos utánpótlással nem rendelkező csapattest) jelenléte ellenére gyorsan kibontakoztatta a támadást. A 33. japán hadosztály április 2-án foglalta el Promét, majd folytatta a támadást Yenangyaung irányába, ahol a csapdába esett 1. burmai hadosztályt bekerítette. A Yenangyaungi csatában a brit tankoknak és a kínai gyalogságnak sikerült áttörnie a japán haderőket és kimenekíteni az 1. burmai hadosztályt, ám a hadianyagok és az olajkutak nagy része a japánok kezébe került. A 33. hadosztály tovább folytatta támadását az Irrawaddy folyó völgyében. Az 55. japán hadosztály, 18. japán hadosztály Toungoo irányába vonultak, amit a 200. kínai hadosztály védett. Toungoot március 30-án sikerült elfoglalniuk a japánoknak, az 55. és a 18. japán hadosztály előrenyomult Thazibe, a 33. japán hadosztály április 30-án érte el Myingyant, az Irrawaddy folyónál. Az 56. japán hadosztály Toungoo elfoglalása után átkelt a csaknem érintetlen állapotban elfoglalt Sittang folyón lévő hídon és támadást indított a Karen államok ellen, április 22-én elfoglalták Taunggyt, április 28-án bevették Lashiót. Sziámi segítséggel benyomultak a San államok területére, ellenfeleiket arra kényszerítették, hogy sűrű dzsungelen és magas hegyeken keresztül, kockázatos útvonalakon vonuljanak vissza. A kínai nemzeti erőket elszigetelték Jünnan tartománytól. Május 1-jén a japánok elfoglalták Mandalayt és ezzel megszerezték a Közép- és Észak-Burma feletti ellenőrzést.

### A szövetségesek visszavonulása
A döntés Burma kiürítéséről április 25-én született meg, amikor a visszavonulást már legalább annyira veszélyeztette a monszun, mint a japán előrenyomulás. A visszavonulás rendezetlenül folyt, éhség, betegségek tizedelték a katonákat, az utak állapota nem volt megfelelő. Május első hetében az utolsó burmai brit alakulatok és egy kínai hadosztály (38. kínai hadosztály) is elhagyta a Csindvin folyó alsó folyását és megkezdte az Imphal felé való visszavonulást. A japánok május 12-én a sziámi haderővel együtt elfoglalták Möng Pinget. A 33. japán hadosztály május 12-én elfoglalta Kalewát, május 19-én Sittaungot, május 30-án Tamathit; Burma nyugati területei is japán megszállás alá kerültek. Az 5. kínai hadsereg maradványai Észak-Burmába, majd Észak-Jünnanba vonultak vissza. A 6. kínai hadsereg részeinek sikerült a San államok keleti részében kitartania, de a 66. hadsereg frontján a japánok betörtek Jünnanba és elérték Szalvent, amelyet 1944 végéig megtartottak. A 38. kínai hadosztály Indiába vonult a britekkel együtt, ahol az amerikai Joseph Stilwell parancsnok vezetésével újra felfegyverezték és kiképezték őket a további harcokra.

### A sziámi hadsereg
Az 1941. december 21-i Sziám és Japán által aláírt barátsági szerződés értelmében a sziámi Pajap hadsereg 1942. május 10-én átkelt a burmai határon és támadást indított a San államok ellen. Három sziámi hadosztály indított támadást a visszavonuló 93. kínai hadosztály ellen. Május 12-én a 18. japán hadosztállyal együtt elfoglalták Möng Pinget, május 27-én pedig Kengtungot. A sziámi haderők a kínaiakat kiszorították Burmából és megszállták a San államokat.

## Eredmények
A japán jelenlét Burma legnagyobb részén egészen 1944-ig meghatározta a brit keleti stratégiát. A kínai nemzeti erők utánpótlását elvágták. A japán birodalom közvetlen szomszédságába került India. A japánok 1943-ban az ún. Nagy-kelet-ázsiai Közös Felvirágzás Övezete égisze alatt létrehozták a Burmai Állam elnevezésű bábállamot, amely a terület 1945-ös visszafoglalásáig fennállt.